# NGC 6904
NGC 6904 је група звезда у сазвежђу Лисица која се налази на NGC листи објеката дубоког неба.
Деклинација објекта је + 25° 44' 22" а ректасцензија 20h 21m 48,3s. Привидна величина (магнитуда) објекта NGC 6904 износи 11,9.